# Mario Vecchi
Mario Vecchi (Rieti, 4 settembre 1957) è un ex judoka italiano.

## Biografia
Nato a Rieti nel 1957, durante la carriera ha gareggiato nelle categorie di peso degli 86 o 93 kg (pesi medi o pesi mediomassimi). Ha iniziato a praticare il judo a 15 anni, nel 1972.
Nel 1975 ha vinto l'argento ai Giochi del Mediterraneo di Algeri, nei 93 kg, venendo sconfitto in finale dallo jugoslavo Pavle Bajčetić.
L'anno successivo ha partecipato ai Giochi olimpici di Montréal 1976, sempre nei 93 kg, terminando 30º.
Passato agli 86 kg, nel 1982 è stato argento agli Europei di Rostock, battuto in finale dal sovietico Aleksandrs Jackēvičs.
L'anno dopo ha vinto due bronzi, uno agli Europei di Parigi, l'altro ai Giochi del Mediterraneo di Casablanca.
A 26 anni ha preso parte di nuovo alle Olimpiadi, quelle di Los Angeles 1984, negli 86 kg, arrivando 18º.

## Palmarès

### Campionati europei
- 2 medaglie:
  - 1 argento (86 kg a Rostock 1982)
  - 1 bronzo (86 kg a Parigi 1983)

### Giochi del Mediterraneo
- 2 medaglie:
  - 1 argento (93 kg ad Algeri 1975)
  - 1 bronzo (86 kg a Casablanca 1983)